# CIH (virus)
Il virus informatico CIH, o anche conosciuto come "Virus Chernobyl", è un potente virus informatico sviluppato da Cheng Ing-Hau (da cui deriva il suo nome CIH) nel 1998.

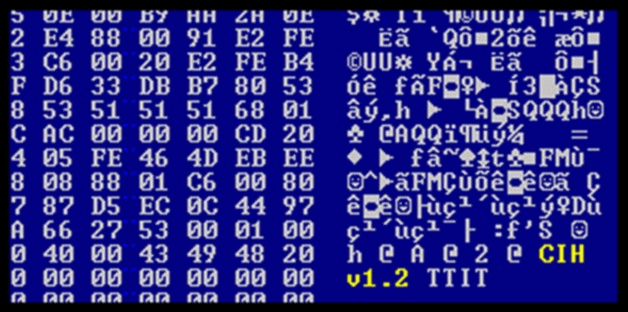
Schermata di un computer infetto.

## Storia
È conosciuto come "Virus di Chernobyl" perché era stato programmato per infettare i file di sistema di Microsoft Windows solamente il 26 aprile di ogni anno, in occasione dell'anniversario del Disastro di Černobyl', avvenuto appunto il 26 aprile 1986. La diffusione di questo virus fu tale che fu rilevato pure nella versione demo di un videogioco, allegati di riviste informatiche, alcuni CD-ROM venduti, e addirittura nei PC appena venduti, con il virus all'interno. Il virus era stato appositamente sviluppato per Windows 95, anche se poi l'autore modificò il virus, rendendolo compatibile a tutte le versioni di quel tempo (Windows 98 e Windows Me).
Il virus entrò in azione il 26 aprile 1999, e mise fuori uso decine di milioni di computer.

## Dettagli
CIH è sotto il formato di file eseguibile (.exe) e funziona solamente in Windows 95, 98 e ME. CIH non si diffonde nei sistemi operativi basati su Windows NT, quali Windows 2000, Windows XP, Windows Vista, Windows 7, Windows 8, tutte le versioni di Windows 10 e Windows 11.
CIH ha un metodo di infezione di file molto inusuale: quando un file viene aperto e il suo processo di infezione è attivo, CIH controlla se c'è abbastanza spazio libero nel file per potersi immagazzinare, piuttosto che copiare il suo codice alla fine del file e incrementare la dimensione di tale file. In tale modo, il file non viene aumentato di dimensione. Se invece il file non ha abbastanza spazio libero, allora verrà ignorato da CIH.

## Metodo di funzionamento
Il virus (leggerissimo, circa 1 kB) era in grado di compiere moltissime azioni sul computer della vittima. Il suo attacco inizia così: il 26 aprile si attiva e, quando un qualsiasi programma infettato veniva eseguito, il virus crea un loop infinito che manda il PC in BSOD e successivamente sovrascrive il BIOS della motherboard. Ciò rende il computer della vittima pressoché inutilizzabile. La sovrascrittura del BIOS è eseguita in modo da non permettere allo schermo di mostrare nulla.

## Il rintracciamento
L'autore del virus è stato rintracciato dalle autorità taiwanesi il 29 aprile 1999. A causa di una mancata denuncia, non è stato possibile arrestarlo subito, quindi l'arresto venne rimandato al settembre del 2000. Il virus è entrato nuovamente in funzione negli anni 2000 e 2001, causando però molti meno danni di quelli causati nel 1999.